# Saint-Vianney
Ne doit pas être confondu avec Saint-Jean-Vianney ou Vianney (Québec).
Saint-Vianney est une municipalité canadienne de près de 500 habitants située sur la péninsule gaspésienne au Bas-Saint-Laurent dans l'est du Québec. Elle fait partie de la vallée de la Matapédia qui est formée par les monts Chic-Choc. Celle-ci fut fondée en 1926, mais l'ouverture des registres fut faite le 22 janvier 1922.

## Toponymie

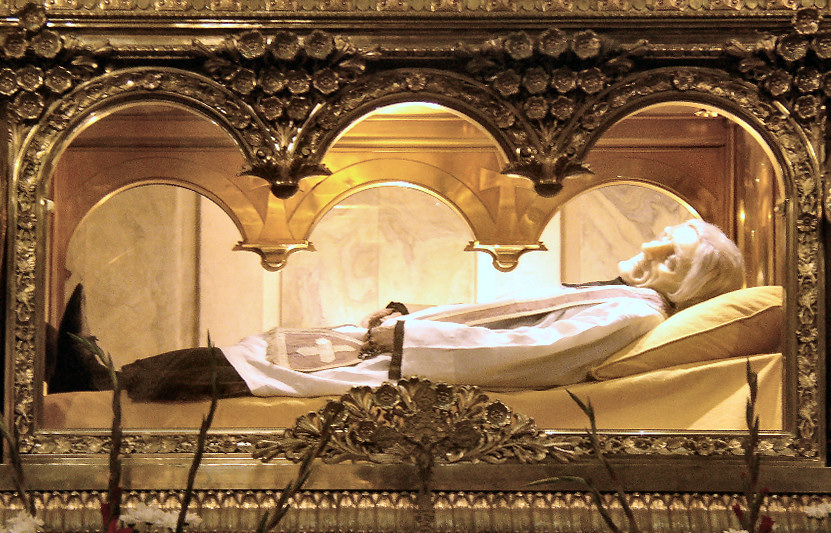
Jean-Marie Baptiste Vianney à Ars-sur-Formans en France

Le toponyme Saint-Vianney est une contraction du nom de la paroisse de Saint-Jean-Baptiste-Vianney. Saint Jean-Marie Baptiste Vianney a été canonisé la même année que l'érection canonique que la paroisse de Saint-Vianney en 1925; c'est la raison de l'attribution de ce toponyme à cette paroisse. La contraction du toponyme s'est effectuée en 1988.

## Histoire

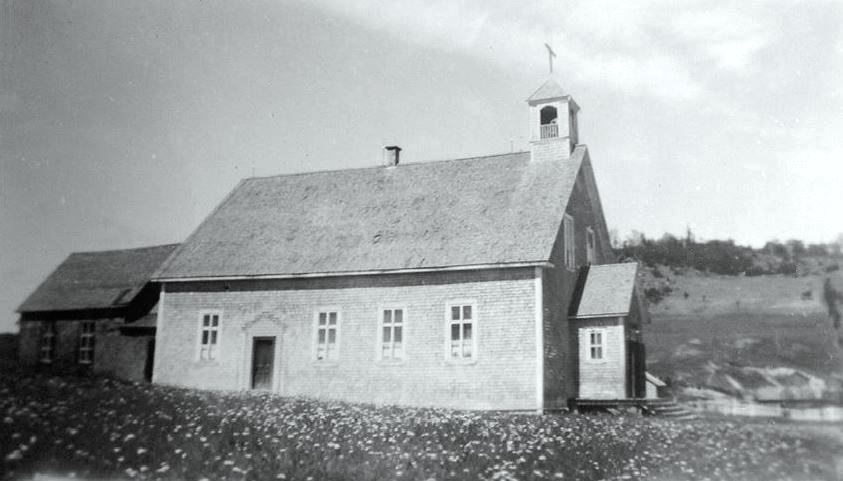
Église de Saint-Vianney en 1943

Les premiers colons arrivèrent en 1918. En 1920, plusieurs familles franco-américaines s'installèrent sur le territoire de Saint-Vianney. La mission de Langis fut fondée en 1921. Son nom rappelle celui du canton de Langis duquel fait partie Saint-Vianney nommé en l'honneur de Louis-Jacques Langis qui fut curé de L'Isle-Verte et chanoine en la cathédrale de Rimouski. Le bureau de poste est ouvert le 12 avril 1922. La première chapelle est inaugurée le 24 décembre 1922. Lors de son érection canonique en paroisse le 31 mai 1925, la mission fut rebaptisée Saint-Jean-Baptiste-Vianney. La municipalité de paroisse fut créée officiellement le 27 août 1926. Le premier maire, Oscar Poulin, est élu le 20 octobre 1926. La caisse populaire Desjardins est fondée le 9 mai 1940.

## Héraldique et devise
Le blasonnement est de gueules à une gerbe de blé d'or à dextre, de sinople à un conifère d'or à senestre, au chef sur le tout d'azur à une croix latine d'or rayonnant du même surmontant un coupeau d'une chaîne de montagnes d'argent, orné de feuilles d'érable en sautoir avec la devise de Saint-Vianney .
| J'invite et retiens |
| ------------------- |

| L'écu de Saint-Vianney se blasonne ainsi : Partie 1: de gueules à une germe de blé d’or à dextre; 2: de sinople à un conifère d’or à senestre; au chef sur le tout d’azur à une croix latine d’or rayonnant du même surmontant un coupeau d’une chaîne de montagne d’argentNote : Une autre source propose; Coupé, au 1, d'azur à la chaine de montagne d'argent en pointe sommée d'une croix latine d'or, au 2, parti, de gueules à la gerbe de blé d'or, de sinople à un conifère d'or. |

## Géographie
Saint-Vianney est situé sur le versant sud du fleuve Saint-Laurent dans la péninsule gaspésienne à 440 km au nord-est de Québec et à 215 km à l'ouest de Gaspé. Les villes importantes près de Saint-Vianney sont Rimouski à 120 km et Mont-Joli à 90 km à l'ouest, Matane à 40 km au nord ainsi que Amqui à 20 km au sud. Saint-Vianney est situé sur la route 195 qui relie Matane et Amqui. Le territoire de Saint-Vianney couvre une superficie de 145 km2.
La municipalité de Saint-Vianney est située dans la municipalité régionale de comté (MRC) de La Matapédia dans la région administrative du Bas-Saint-Laurent. 

### Hydrographie
À partir de son crénon, au sud du village, la rivière Inconnue, un affluent de la rivière Sableuse, traverse la municipalité vers l'ouest.
À partir de son crénon, au nord du village, la rivière Sableuse coule vers l'ouest.
La rivière Matane touche la limite est de la municipalité vers le nord-ouest.
La rivière Tamagodi touche la limite sud de la municipalité vers le nord.

## Démographie
| 1996 | 2001 | 2006 | 2011 | 2016 | 2021 |
| ---- | ---- | ---- | ---- | ---- | ---- |
| 663  | 525  | 489  | 477  | 441  | 446  |

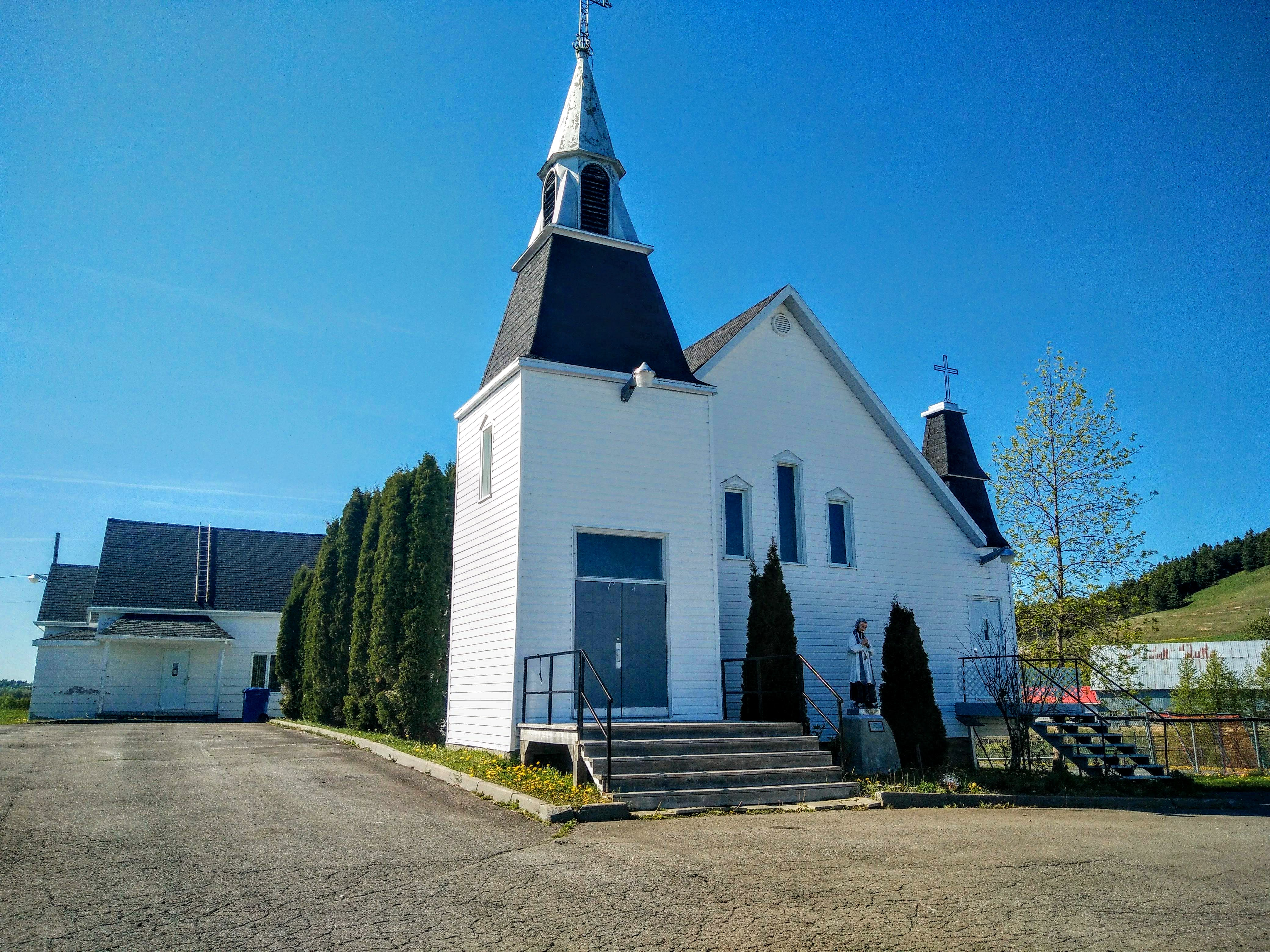
Église de Saint-Vianney

En 2011 selon le recensement la population de Saint-Vianney était de 475 habitants (100 de moins de 18 ans et 375 de 18 ans et plus).
La population de Saint-Vianney était de 489 habitants en 2006 et de 525 habitants en 2001. Cela correspond à une décroissance démographique de 6,9 % en cinq ans. La langue maternelle de toute la population de Saint-Vianney est le français. 7,1 % de la population de Saint-Vianney maitrise les deux langues officielles du Canada.
43,4 % de la population de 15 ans et plus de Saint-Vianney n'a aucun dîplôme d'éducation. 38,6 % de cette population n'a que le diplôme d'études secondaires ou professionnelles. 3,6 % de cette population possède un diplôme universitaire.

## Conseil municipal
Les élections municipales ont lieu tous les quatre ans (les prochaines élections auront lieu en novembre 2013)et sont effectuées en bloc sans division territoriale. Chantale Lavoie est présentement le préfet élu de la MRC (Municipalité Régionale de Comté) de La Matapédia.
| mandat      | fonction    | nom                  |
| ----------- | ----------- | -------------------- |
| 2005 - 2009 | maire       | Georges Guénard      |
| 2005 - 2009 | conseillers |                      |
| 2005 - 2009 | #1          | Serge Côté           |
| 2005 - 2009 | #2          | Huguette Blanchette  |
| 2005 - 2009 | #3          | Jean-Philippe Gagnon |
| 2005 - 2009 | #4          | Robert Charest       |
| 2005 - 2009 | #5          | Reine-Aimée Thibault |
| 2005 - 2009 | #6          | Valérie Jean         |

| Saint-Vianney Maires depuis 2001                                                                                     |                 |         |          |
| Élection | Maire           | Qualité | Résultat |
| 2001 | Georges Guénard |         | Voir     |
| 2005 | Georges Guénard | Voir    |          |
| 2009 | Georges Guénard | Voir    |          |
| 2013 | Georges Guénard | Voir    |          |
| 2017 | Georges Guénard | Voir    |          |
| 2021 | Georges Guénard | Voir    |          |
| Élection partielle en italique Depuis 2005, les élections sont simultanées dans toutes les municipalités québécoises |                 |         |          |

## Représentations politiques
Québec : Saint-Vianney fait partie de la circonscription provinciale de Matapédia. Lors de l'élection générale québécoise de 2012, la députée sortante Danielle Doyer, du Parti québécois, a été remplacée par Pascal Bérubé du Parti québécois pour représenter la population de Saint-Vianney à l'Assemblée nationale.
 Canada : Saint-Vianney fait partie de la circonscription fédérale de Haute-Gaspésie—La Mitis—Matane—Matapédia. Lors de l'élection fédérale canadienne du 2 mai 2011, le député sortant Jean-Yves Roy, du Bloc québécois, a été remplacé par Jean-François Fortin du Bloc québécois pour représenter la population de Saint-Vianney à la Chambre des communes. Ce dernier ne représente plus le Bloc québécois aujourd'hui. Il a maintenant son propre parti.

## Culture et société
La paroisse de Saint-Vianney se nomme Saint-Jean-Baptiste-Vianney et est située dans l'Archidiocèse de Rimouski et, plus précisément, dans la région pastorale de La Matapédia. La paroisse Saint-Jean-Baptiste-Vianney fait partie du secteur de La Croisée qui partage le même curé avec les municipalités d'Amqui, de Lac-Humqui, de Sainte-Irène, de Saint-Léon-le-Grand et de Saint-Tharcisius. 

## Tourisme
Saint-Vianney fait partie de la région touristique de la Gaspésie dans la sous-région touristique de la vallée de la Matapédia.